# Hocus P. Pas
Hocus P. Pas is een antagonist in de Bommelsaga, geschreven en getekend door Marten Toonder. Zijn naam werd voor het eerst genoemd in het verhaal In den toovertuin. Later was hij voor het eerst te zien in Tom Poes en de drakenburcht. Deze beide verhalen verschenen in 1941.  

## Verhaallijnen
Hocus Pas start zijn carrière al vroeg in de reeks als de tovenaar die de Drakenburcht bewoont. Wanneer Heer Bommel en Tom Poes hem verjaagd hebben koopt heer Bommel na een korte huurperiode het slot. Hij maakt het tot zijn eigen kasteel, genaamd Bommelstein. Vanaf dat moment kan men de tovenaar voornamelijk in het Donkere Bomen Bos of de Zwarte Bergen waarnemen.
Pas evolueert van tovenaar tot magister in de zwarte kunsten. Zijn voornaamste levensdoel is de duistere heerschappij van de wereld. Daar heeft hij wel krachten bij nodig en die ontbeert hij steeds. Door zich voor te doen als "arme oude man" weet hij vaak zoveel medelijden te wekken dat hij werkelijk dreigt zijn levensdoel te bereiken. Door de listen van Tom Poes en anderen mislukt dit altijd. Hocus Pas verandert dan in een kraai en vliegt naar het noorden.
Hocus Pas komt in veel verhalen voor, en Het spook van Bommelstein biedt een duidelijke inkijk in zijn gedachtewereld.

## Uitspraken
Tot zijn bekende uitspraken behoren aanroepen van vreemde geesten ("Bij Zazel en Iod") en verwensingen ("Slangen op je pad, meneertje"), waarbij hij veelal kakelend lacht. Een andere typerende uitspraak van Hocus Pas is "Pluis is voor de braven, maar met niet pluis kan men zaken doen!" "Ach ik arme oude man" (als zijn plan zich tegen hem keert) "Het zal U slecht vergaan!"